# ONE (7ORDERのアルバム)
『ONE』（ワン）は、7ORDERのメジャーデビューアルバム。2021年1月13日、日本コロムビアより発売された。

## リリース
2020年7月21日に、自主レーベルである「7ORDER RECORDS」からインディーズでのアルバム「ONE」を発売することを発表。その後、日本コロムビアとの契約が決まり、メジャーデビューアルバムに変更となった。

初回限定盤、通常盤、7ORDER FAN CLUB会員限定のFC限定盤の全3形態での発売となっている。CDに関しては各形態共通で、2020年にリリースしたシングルの表題曲「Sabãoflower」、「GIRL」と新曲13曲が収録されている。初回限定盤、FC限定盤にはDVDを付属し、アルバムリード曲「LIFE」、「Sabãoflower」、「GIRL」、「BOW!!」のミュージックビデオを収録している。

### 特典
- 先着特典 - おONE(ワン)敷き、メガジャケ、B2告知ポスター（対象店舗別の全7種）[5]

## 収録内容

### CD
- 1〜11曲目は全形態共通

1. 「INTRO-ONE-」 - 1:24
作曲：Yuma Sanada
  - リード曲
2. 「LIFE」 - 3:51
作詞・作曲：Daiki
3. 「Perfect」 - 3:24
作詞：7ORDER / Aeolus、作曲：Aeolus / Pettin Pattin
4. 「Sabãoflower」 - 3:31
作詞：Daiki / Yuma Sanada、作曲：Yuma Sanada
  - 1stシングル（インディーズ）
5. 「BOW!!」 - 3:55
作詞・作曲：Yuma Sanada
  - 元々はメンバーの真田佑馬のソロ曲、7ORDERの楽曲として一部変更を加え収録。
6. 「タイムトラベラー」 - 3:27
作詞・作曲：Yuma Sanada
  - 元々はメンバーの真田佑馬のソロ曲、7ORDERの楽曲として一部変更を加え収録。
7. 「Rest of my life」 - 3:42
作詞・作曲：Music Junction
8. 「&Y」 - 3:43
作詞・作曲：Music Junction
9. 「Make it true」 – 4:52
作詞：Music Junction、作曲：ryo takahashi / Music Junction
10. 「Break it」 - 3:52
作詞：7ORDER / Hidefusa Iwata、作曲：7ORDER
11. 「Love shower」 - 3:50
作詞・作曲：Yuma Sanada
12. 「What you got」 - 4:27
作詞・作曲：Music Junction
13. 「27」 - 3:20
作詞・作曲：Yuma Sanada
14. 「GIRL」 - 4:29
作詞・作曲：Music Junction
  - 2ndシングル（インディーズ）
15. 「Monday morning」 - 3:21
作詞・作曲：Music Junction

### DVD

#### 初回限定盤 / FC限定盤
1. 「Sabãoflower MUSIC VIDEO」
2. 「GIRL MUSIC VIDEO」
3. 「LIFE MUSIC VIDEO」
4. 「BOW!! MUSIC VIDEO」
5. 『ONE』ジャケット・メイキング
6. オリジナル・インタビュー